# Pozorrubielos de la Mancha
Pozorrubielos de la Mancha é um município da Espanha na província de Cuenca, comunidade autónoma de Castilla-La Mancha, de área 73,51 km² com população de 317 habitantes (2007) e densidade populacional de 3,75 hab/km².

## Demografia
| Variação demográfica do município entre 1991 e 2004 | Variação demográfica do município entre 1991 e 2004 | Variação demográfica do município entre 1991 e 2004 | Variação demográfica do município entre 1991 e 2004 |
| --------------------------------------------------- | --------------------------------------------------- | --------------------------------------------------- | --------------------------------------------------- |
| 1991                                                | 1996                                                | 2001                                                | 2004                                                |
| 322                                                 | 299                                                 | 284                                                 | 276                                                 |